# Āgenskalns
Āgenskalns, parfois écrit Hāgenskalns ou encore connu sous l'appellation historique allemande Hagensberg est un voisinage de l'arrondissement de Zemgale (en letton : Zemgales priekšpilsēta), banlieue de l'aire urbaine (en letton : pilsēta) de la capitale Riga.

## Histoire
Cet apkaime est plutôt ancien, puisqu'il s'urbanise entre la fin du XIXe siècle et le début du XXe siècle.

## Géographie
Āgenskalns est situé dans le quartier historique de Pārdaugava (littéralement de l'autre côté de la Daugava) c'est-à-dire sur la rive gauche de la Daugava, fleuve traversant la capitale lettone. 
Ses frontières sont formées par les rivières Mārupīte et Āzene, le canal de Zund, par l'étang artificiel Māras dīķis, les rues Ojāra Vācieša iela, Uzvaras bulvāris, Daugavgrīvas iela, Klinģeru iela, Kuldīgas iela, Slokas iela, Baldones iela, Dreiliņu iela, Kalnciema iela et Lielirbes iela, ainsi que les rives du Daugava et la ligne du chemin de fer.
Āgenskalns borde les voisinages de Zasulauks, Dzirciems, Ķīpsala, Torņakalns, Bieriņi et Pleskodāle. 
Le pont de pierre le relie au Vieux Riga. En 2011, sa population était de 26 841 habitants pour une superficie de 4,613 km2.

## Sites
- Parc de la Victoire
- Marché couvert d'Āgenskalns
- Église Saint-Albert
- Église de la Sainte Trinité

## Transports
- Bus : 3, 4, 6, 13, 20, 47, 50, 51, 52.
- Trolleys : 1, 5, 11, 13, 18, 22, 23.

## Illustrations

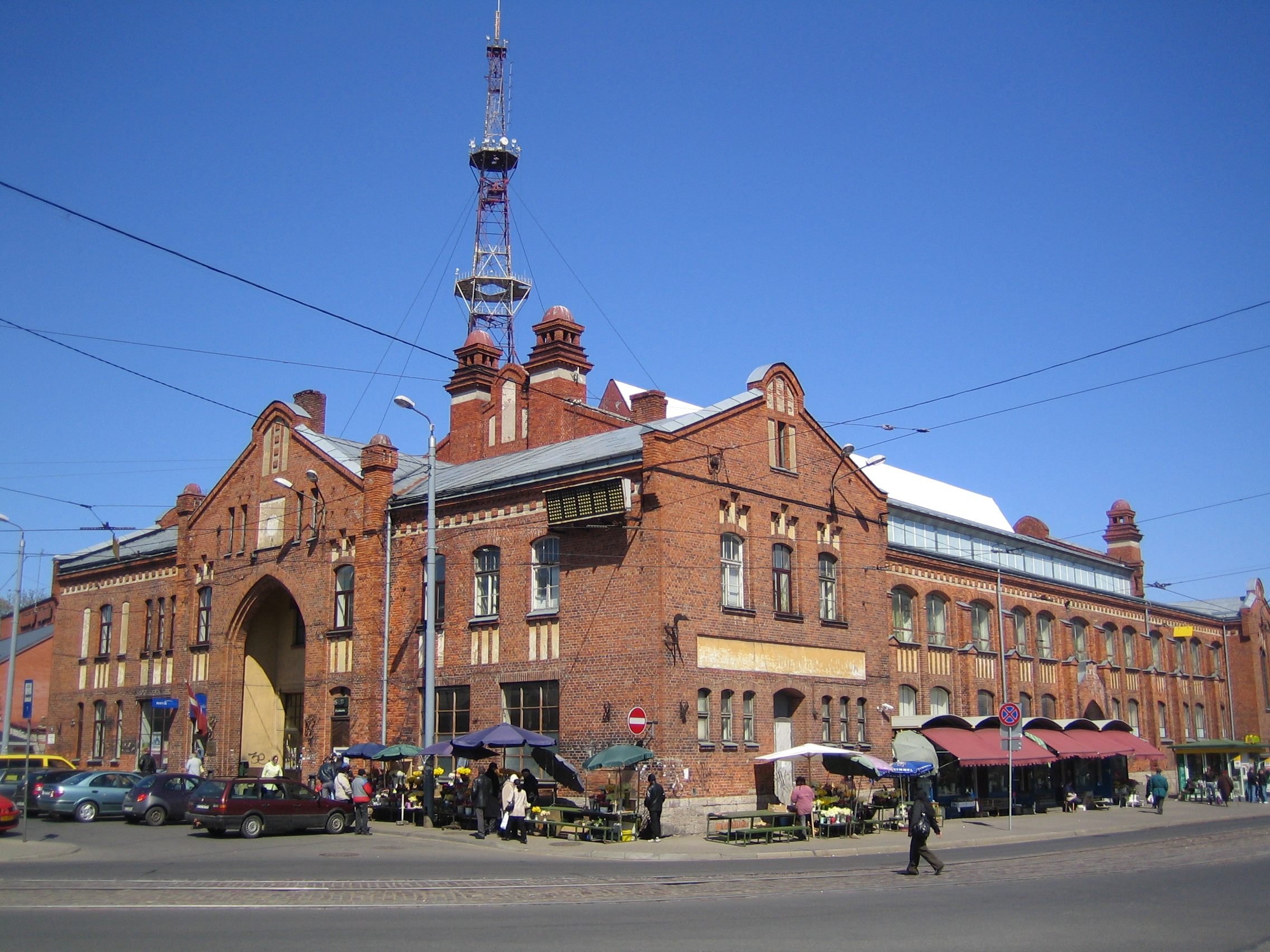
Le marché d'Āgenskalns et l'ancienne tour de télévision
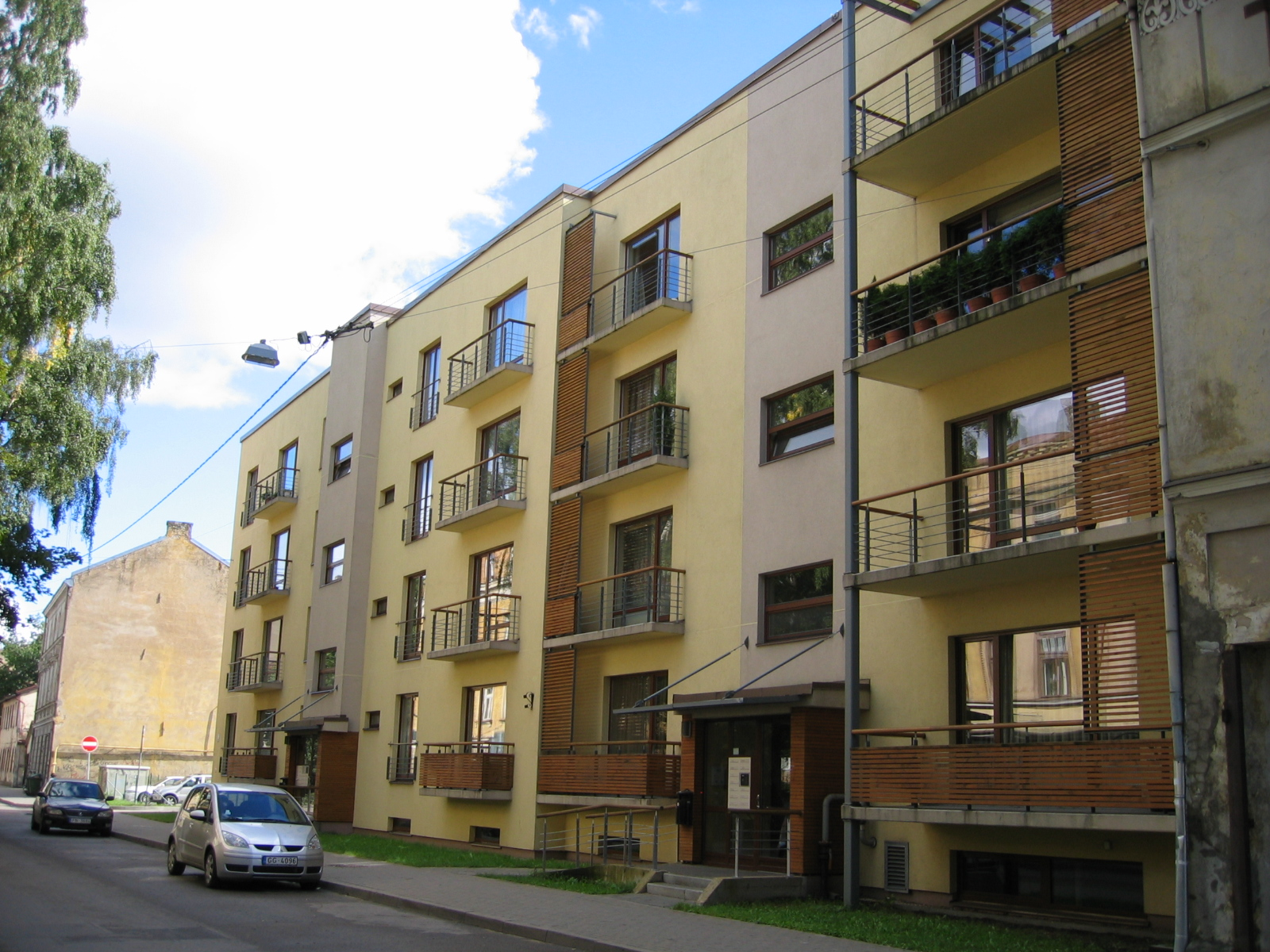
Immeuble d'habitation, rue Maza Nometnu à Āgenskalns
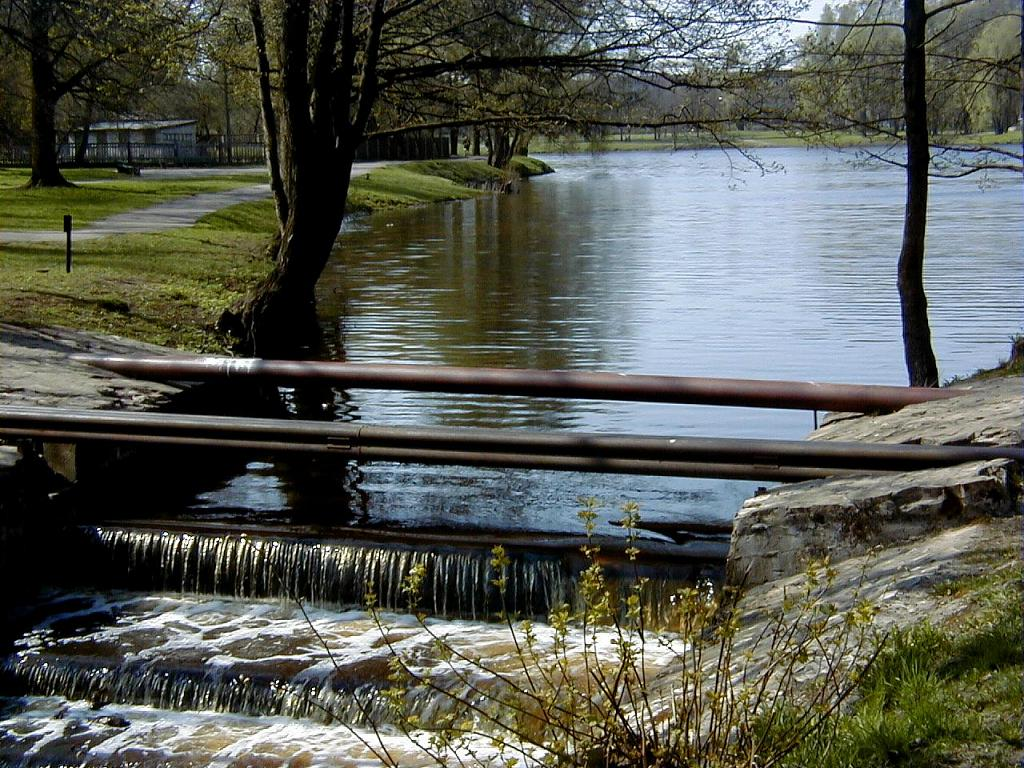
Étang Māras dīķis